# بلودويتش
بلودويتش (بالإنجليزية: Bloodwych)‏، هي لعبة فيديو بريطانية من نوع لعبة تقمص أدوار، والذي طوره ثلاثة مبرمجين وهم: أنتوني تاجليوني وبيت جيمس وفيليب تاجليوني، ونشرها شركة إيميج وركس وكونامي، وتعمل على المنصات التالية: أمستراد سي بي سي وكومودور 64 وإم إس-دوس وأتاري إس تي وزد إكس سبكتروم وأميغا.